# Mercedes 24/100/140 PS

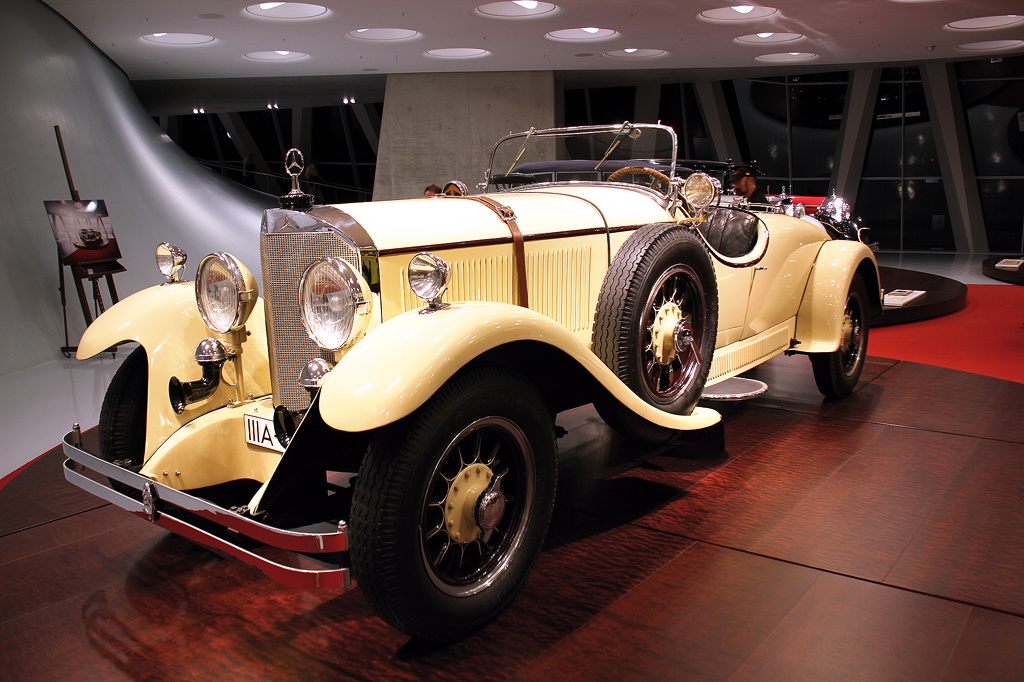
Mercedes-Benz 24/100/140 PS Typ 630 Roadster (1926)

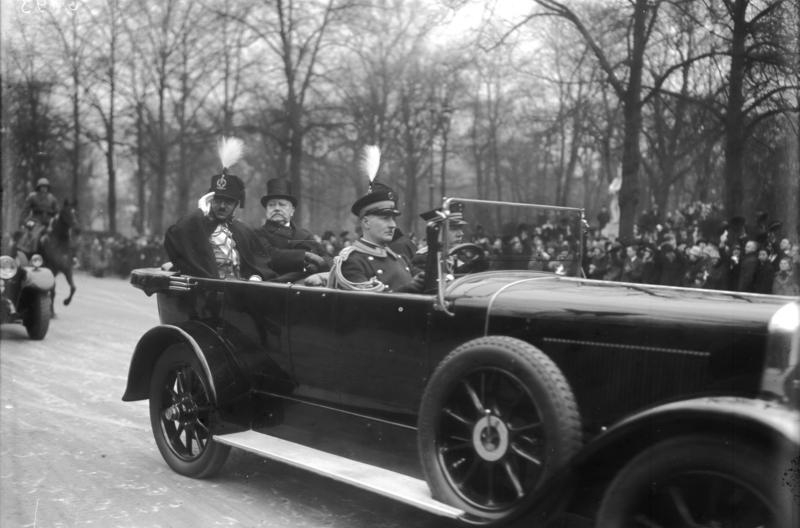
Reichspräsident v. Hindenburg und Amanullah Khan, König von Afghanistan, in einem Mercedes 630 (Februar 1928)

Der Mercedes 24/100/140 PS ist ein Oberklassefahrzeug der Daimler-Motoren-Gesellschaft (DMG), Stuttgart-Untertürkheim. Nach dem Weggang von Paul Daimler entwickelte ab April 1923 der neue DMG-Chefkonstrukteur Ferdinand Porsche den Wagen, der von 1924 bis 1929 produziert wurde.
Gleichzeitig mit diesem Modell entstand der etwas kleinere Sechszylinder-Mercedes 15/70/100 PS, der sich nur in Motor und Radstand unterschied.
1926 wurde das Modell in Mercedes-Benz Typ 630 umbenannt.

## Mercedes 24/100/140 PS (1924–1926)
Der Wagen war werksseitig als Fahrgestell, sechssitziger Tourenwagen, sechssitzige Pullman-Limousine, sechssitzige Coupé-Limousine, sechssitziges Pullman-Cabriolet, Landaulet und Cabriolet D (mit vier Türen) erhältlich.
Sein Sechszylinder-Reihenmotor mit durch Königswelle angetriebener obenliegender Nockenwelle (OHC) hat 6240 cm³ Hubraum, leistet 100 PS (74 kW) im Saugbetrieb und 140 PS (103 kW) mit dem zuschaltbaren Roots-Gebläse (Kompressor).
Über ein Vierganggetriebe werden die Hinterräder angetrieben, die an einer Starrachse befestigt und an Halbelliptik-Blattfedern aufgehängt sind. Auch die Vorderachse ist starr und hängt an Halbelliptik-Blattfedern. Der Wagen ist mit Seilzugbremsen für alle vier Räder ausgestattet.
Die Wagen erreichen je nach Hinterachsübersetzung 115 bis 120 km/h.

## Mercedes-Benz Typ 630 (1926–1929)
Nachdem 1926 die Daimler-Motoren-Gesellschaft mit Benz & Cie. zur Daimler-Benz AG verschmolzen worden war, benannte man den unverändert gefertigten Mercedes 24/100/140 PS in Mercedes-Benz Typ 630 um.
Die Hinterachsfederung wurde 1927 von Ausleger-Blattfedern auf Underslung-Federn umgestellt. Ab 1928 erhielten die Seilzugbremsen eine Saugluftunterstützung zur Bremskraftverstärkung.

## Mercedes-Benz Typ 630 mit K-Motor (1928–1929)

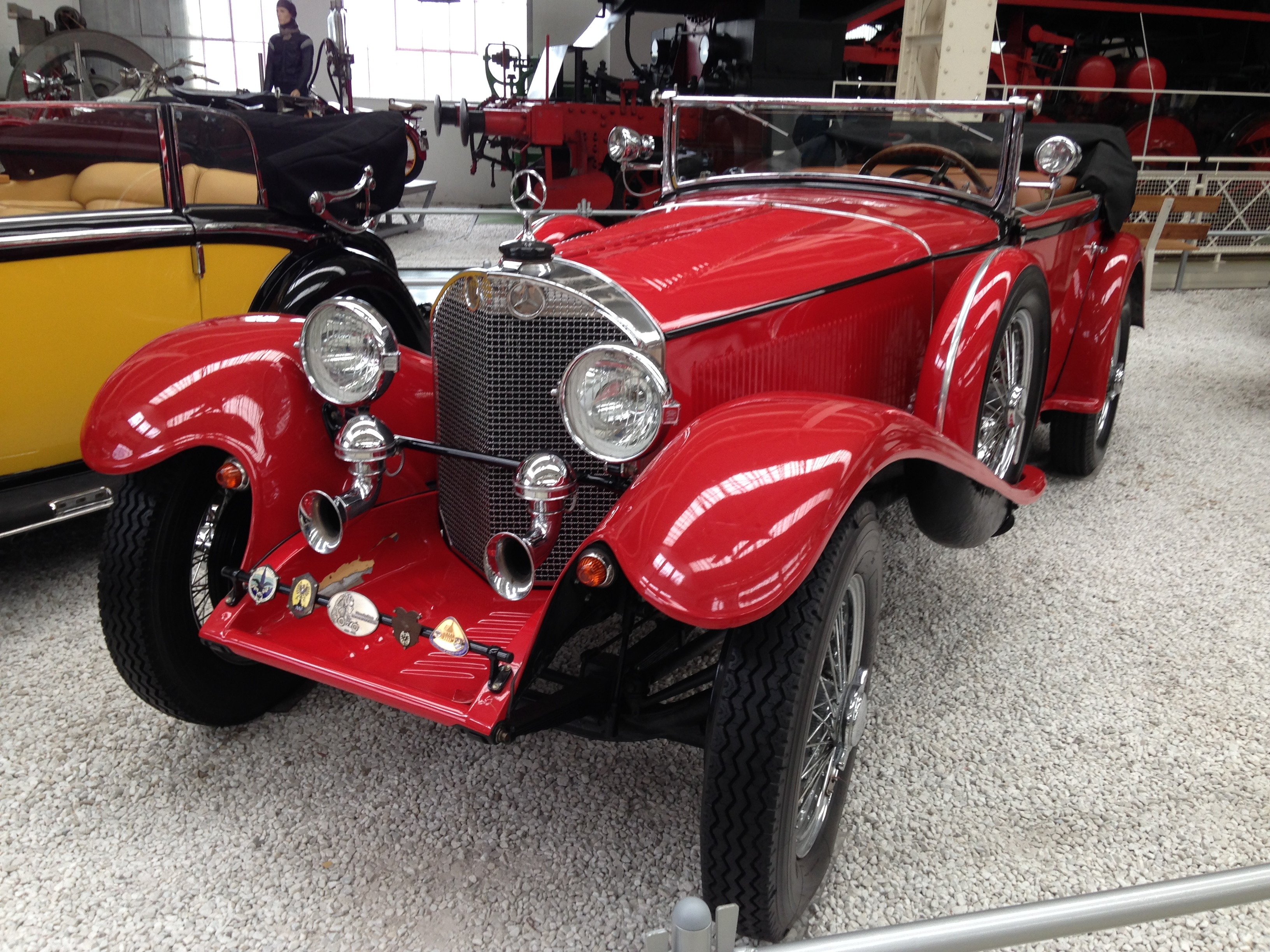
Mercedes-Benz 630 Kompressor (1928)

Ebenfalls ab 1928 war der Typ 630 für 2000 RM Aufpreis (ca. 8 % des Gesamtpreises) mit dem oben beschriebenen K-Motor erhältlich.

## Datenblatt 24/100/140 PS (Typ 630)
|                                              | Mercedes 24/100/140 PS (ab 1926 Mercedes-Benz 24/100/140 PS Typ 630) |
| -------------------------------------------- | -------------------------------------------------------------------- |
| Motor                                        | Ottomotor (Viertakt)                                                 |
| Motorbauart                                  | Reihenmotor                                                          |
| Hubraum                                      | 6240 cm³                                                             |
| Zylinder                                     | 6                                                                    |
| Verdichtungsverhältnis                       | 4,7 : 1                                                              |
| Leistung                                     | 74 kW (100 PS), bzw. 103 kW (140 PS) mit zugeschaltetem Kompressor   |
| Getriebe (serienmäßig)                       | 4-Gang-Schaltgetriebe                                                |
| Antrieb                                      | Hinterradantrieb                                                     |
| Wendekreis                                   | 12,7 m                                                               |
| Radstand in mm                               | 3750                                                                 |
| Maße L × B × H                               | 5320 × 1800 × 1950                                                   |
| Leergewicht nach DIN 70020                   | 2500 kg (Limousine) 2300 kg (Tourenwagen)                            |
| Höchstgeschwindigkeit, km/h                  | 115–120 (je nach Übersetzung)                                        |
| Kraftstoffverbrauch (kombiniert in l/100 km) | 25                                                                   |

## Mercedes-Benz Modell K (24/100/140 PS, 1926–1928)

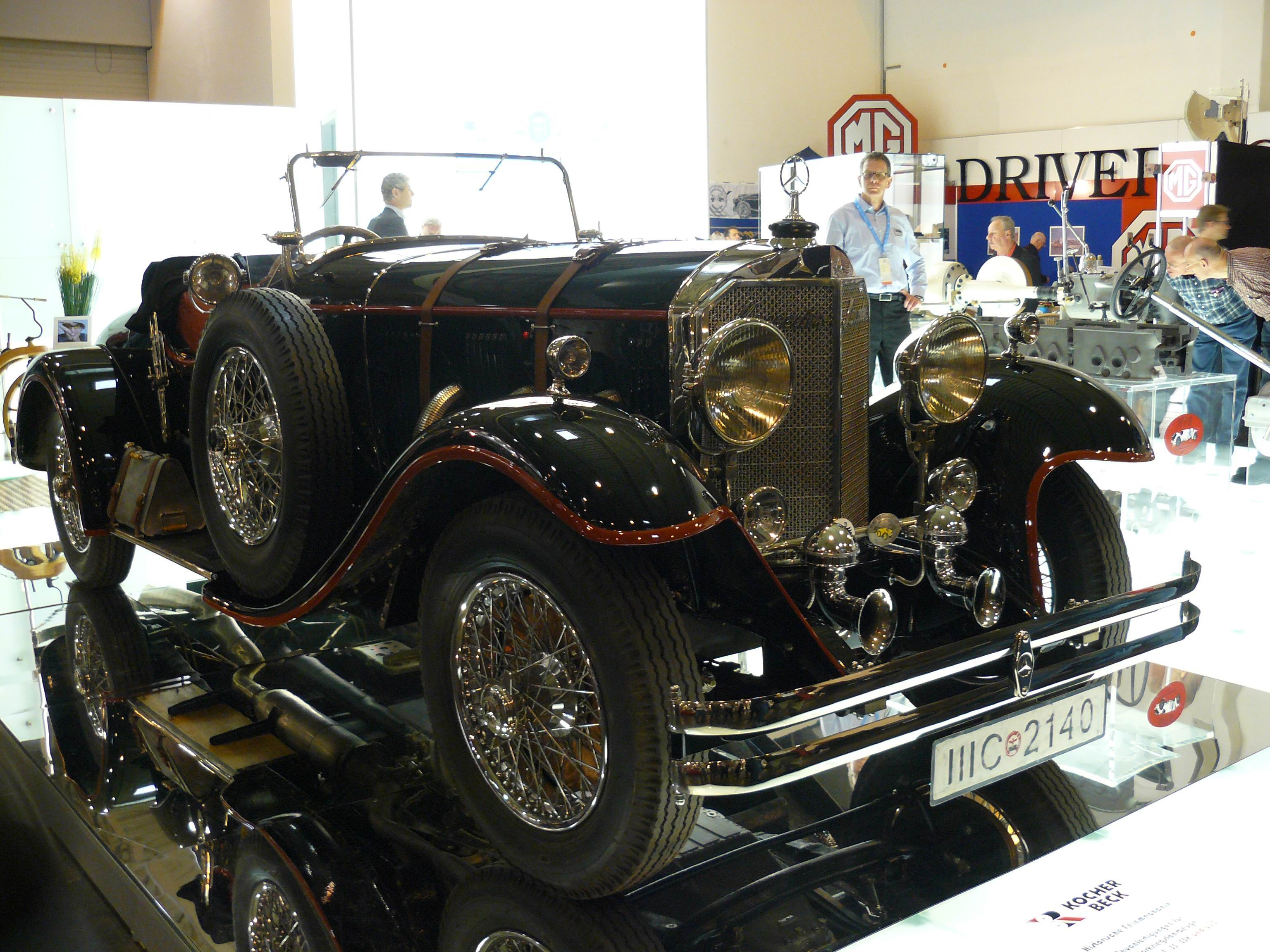
Mercedes-Benz 630 K 1926.

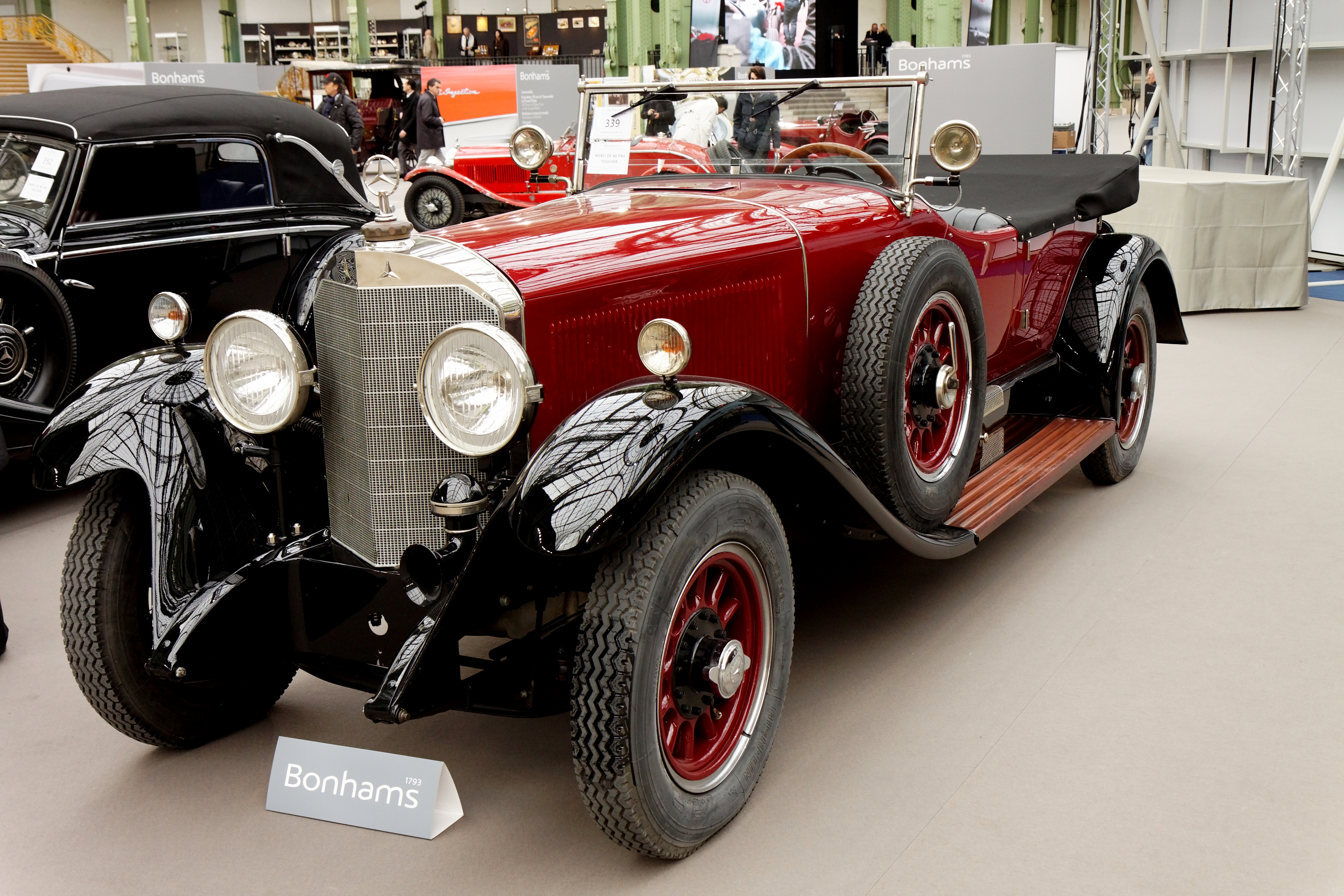
Mercedes-Benz Typ 630 K Tourenwagen (1929)

Parallel zum Typ 630 erschien der Mercedes-Benz Modell K mit gleichem Motor auf verkürztem Fahrgestell (3400 mm anstatt 3750 mm Radstand). Es war als viertüriger Sport-Viersitzer oder zweitüriger Roadster erhältlich. An der rechten Motorverkleidung hatte der Wagen drei nach außen geführte Metallschläuche zur Ableitung der Auspuffgase. Dieses Detail sollte typisch für die nachfolgenden Mercedes-Benz-Kompressorwagen werden.
Die Höchstgeschwindigkeit des Sportwagens liegt bei 145 km/h.

## Mercedes-Benz Modell K (24/110/160 PS, 1928–1929)
Ab 1928 wurde das Modell K mit einem kräftigeren Motor ausgestattet. Er leistet bei gleichem Hubraum 110 PS (81 kW) im Saugbetrieb und 160 PS (118 kW) mit Kompressor. Die Fahrleistungen veränderten sich nicht.
1930 wurden die Limousinen durch den Typ 770 ersetzt, die Sportwagen durch die Modelle SS und SSK.

## Datenblatt Modell K

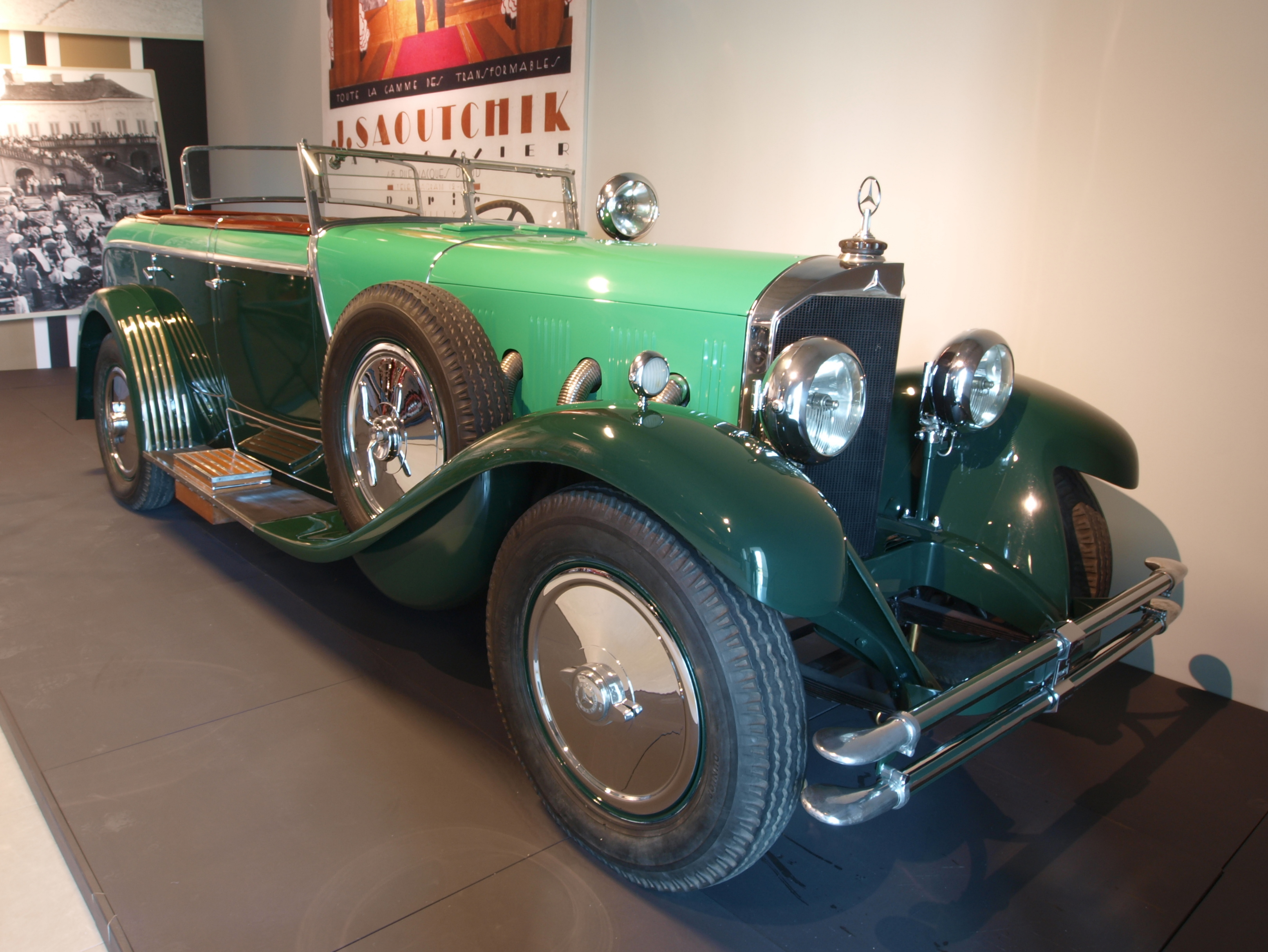
Modell K mit einer Karosserie von Saoutchik (1926)

|                                              | Mercedes-Benz Modell K 24/100/140 PS (ab 1928 Mercedes-Benz Modell K 24/110/160 PS)                                                            |                     |
| -------------------------------------------- | --- | ------------------- |
| Motor                                        | Ottomotor (Viertakt) |                     |
| Motorbauart                                  | Reihenmotor |                     |
| Hubraum                                      | 6240 cm³ |                     |
| Zylinder                                     | 6 |                     |
| Verdichtungsverhältnis                       | 5,0 : 1 |                     |
| Leistung                                     | 74 kW (100 PS), bzw. 103 kW (140 PS) mit zugeschaltetem Kompressor ab 1928: 81 kW (110 PS), bzw. 118 kW (160 PS) mit zugeschaltetem Kompressor |                     |
| Drehmoment                                   | 431 Nm bei 1400/min | 431 Nm bei 1400/min |
| Getriebe (serienmäßig)                       | 4-Gang-Schaltgetriebe |                     |
| Antrieb                                      | Hinterradantrieb |                     |
| Wendekreis                                   | 12,5 m |                     |
| Radstand in mm                               | 3400 |                     |
| Maße L × B × H                               | 4735 × 1760 × 1850 |                     |
| Leergewicht nach DIN 70020                   | 2000 kg (Tourenwagen) |                     |
| Höchstgeschwindigkeit, km/h                  | 145 |                     |
| Kraftstoffverbrauch (kombiniert in l/100 km) | 25 |                     |

## Bauzeiten und Stückzahlen
|           | Mercedes 24/100/140 PS | Mercedes-Benz 24/100/140 PS "Typ 630" | Mercedes-Benz 24/100/140 PS Typ 630 mit K-Motor | Mercedes-Benz Modell K |
| --------- | ---------------------- | ------------------------------------- | ----------------------------------------------- | ---------------------- |
| Bauzeit   | 1924–1926              | 1926–1929                             | 1928–1929                                       | 1926–1929              |
| Stückzahl | 572                    | 508                                   | 117                                             | 150                    |